# Rhodothamniella
Rhodothamniella, monotipski rod crvenih algi u porodici Rhodothamniellaceae, dio reda Palmariales. Jedina vrsta je R. floridula.

## Sinonimi
- Conferva floridula Dillwyn 1809, bazionim
- Ceramium floridulum (Dillwyn) C.Agardh 1817
- Callithamnion floridulum (Dillwyn) Lyngbye 1819
- Trentepohlia floridula (Dillwyn) Harvey 1836
- Rhodochorton floridulum (Dillwyn) Nägeli 1862
- Thamnidium floridulum (Dillwyn) Thuret 1863
- Chromastrum floridulum (Dillwyn) Papenfuss 1945
- Kylinia floridula (Dillwyn) Papenfuss 1947
- Audouinella floridula (Dillwyn) Woelkerling 1971

## Slike
- Rhodothamniella
- Rhodothamniella